# Scott Asheton
Scott Asheton (Washington, 16 agosto 1949 – Ann Arbor, 15 marzo 2014) è stato un batterista statunitense, meglio noto per essere il batterista del gruppo proto-punk The Stooges, nel quale suonava insieme al fratello Ron.

## Biografia
Scott Asheton inizia a suonare la batteria su invito del fratello Ron nei primi anni sessanta, ed insieme ad un loro amico al basso, Dave Alexander, iniziano a produrre delle registrazioni artigianali. Con l'ingresso in formazione di Iggy Pop, il quartetto prende il nome di The Psychedelic Stooges, abbreviato successivamente nell'attuale The Stooges. Grazie alla possibilità di esibirsi molte volte dal vivo nell'area di Detroit, il gruppo si costruisce un discreto seguito, arrivando anche ad aprire i concerti per gruppi come gli MC5. Dal 1969 al 1973 inciderà tre album con gli Stooges (The Stooges, Fun House e Raw Power), dopodiché il gruppo si scioglierà nel 1974.
Dal 1977 al 79 farà parte della Sonic's Rendezvous Band, mentre nei primi anni ottanta non avrà collaborazioni di rilievo, a parte quella con la Scott Morgan Band (1988-1989). Comparirà di nuovo negli anni novanta con gli Scots Pirate (dal 1990 al 1995), con i quali inciderà un album omonimo nel 1994 e Revolutionary Means nel 1995. Dal 1997 al 1998 farà parte dei Sonny Vincent's Rat Race Choir con i quali inciderà Pure Filth nel 1997 e dei Rock Action. Sempre negli anni novanta, parteciperà alla riunione della Sonic's Rendezvous Band avvenuta nel 1999 insieme a Deniz Tek che sostituirà Fred "Sonic" Smith, deceduto nel 1994.
Infine nel 2003 rientra a far parte della riunita formazione degli Stooges, con i quali riprende l'attività live e quella in studio con la pubblicazione del nuovo album degli Stooges intitolato The Weirdness.
Muore per infarto il 15 marzo 2014 all'età di 64 anni.